# Calydna pichita
Calydna pichita is een vlindersoort uit de familie van de prachtvlinders (Riodinidae), onderfamilie Riodininae.
Calydna pichita werd in 2004 beschreven door Hall, J & Lamas.